# Estrella de Bessèges 2015
La 45.ª edición de la Estrella de Bessèges tuvo lugar del 4 al 8 de febrero de 2015 con un recorrido de 622 km entre Bellegarde y Alès.
La carrera formó parte del UCI Europe Tour 2015, dentro de la categoría 2.1.
El ganador fue Bob Jungels después de ganar la contrarreloj final. Seguido a nueve segundos de ventaja sobre el francés Tony Gallopin y diez sobre el belga Kris Boeckmans, ambos del Lotto-Soudal.
En las clasificaciones secundarias, Julien Loubet (Marseille 13-KTM) se adjudicó la clasificación de la montaña, Edward Theuns (Topsport Vlaanderen-Baloise) la de los puntos, Alexis Gougeard (AG2R-La Mondiale) la de los jóvenes y el Trek Factory Racing fue el mejor equipo.

## Equipos participantes
Fueron los siguientes 21 equipos los que participan en la carrera, cada equipo cuontó con 8 ciclistas, formando así un pelotón inicial de 168 corredores.
| Equipo                       | Cód. UCI | Categoría               |
| ---------------------------- | -------- | ----------------------- |
| Ag2r La Mondiale             | ALM      | UCI ProTeam             |
| FDJ                          | FDJ      | UCI ProTeam             |
| Lotto-Soudal                 | LTS      | UCI ProTeam             |
| Trek Factory Racing          | TFR      | UCI ProTeam             |
| Bretagne-Séché Environnement | BSE      | Profesional Continental |
| CCC Sprandi Polkowice        | CCC      | Profesional Continental |
| Caja Rural-Seguros RGA       | CJR      | Profesional Continental |
| Cofidis, Solutions Crédits   | COF      | Profesional Continental |
| Colombia                     | COL      | Profesional Continental |
| Team Europcar                | EUR      | Profesional Continental |
| Topsport Vlaanderen-Baloise  | TSV      | Profesional Continental |
| Wanty-Groupe Gobert          | WGG      | Profesional Continental |
| Armée de terre               | ADT      | Continental             |
| Auber 93                     | AUS      | Continental             |
| Team Marseille 13-KTM        | M13      | Continental             |
| Roubaix Lille Métropole      | RLM      | Continental             |
| Roth-Skoda                   | ROT      | Continental             |
| An Post-ChainReaction        | SKT      | Continental             |
| Veranclassic-Ekoi            | VER      | Continental             |
| Wallonie-Bruxelles           | WBC      | Continental             |

## Etapas
| Etapa     | Fecha        | Recorrido                         | km       | Ganador        | Líder          |
| --------- | ------------ | --------------------------------- | -------- | -------------- | -------------- |
| 1.ª etapa | 4 de febrero | Bellegarde-Beaucaire              | 154      | Kris Boeckmans | Kris Boeckmans |
| 2.ª etapa | 5 de febrero | Nîmes-Les Fumades                 | 157      | Roy Jans       | Kris Boeckmans |
| 3.ª etapa | 6 de febrero | Bessèges-Bessèges                 | 152      | Bryan Coquard  | Edward Theuns  |
| 4.ª etapa | 7 de febrero | Laudun-l'Ardoise-Laudun-l'Ardoise | 147      | Tony Gallopin  | Edward Theuns  |
| 5.ª etapa | 8 de febrero | Alès-Alès                         | 12 (CRI) | Bob Jungels    | Bob Jungels    |

## Desarrollo de la carrera

### Etapa 1
Los resultados de la primera etapa fueron:
|   | Ciclista       | Equipo                      | Tiempo          |
| - | -------------- | --------------------------- | --------------- |
| 1 | Kris Boeckmans | Lotto-Soudal                | 3 h 25 min 27 s |
| 2 | Edward Theuns  | Topsport Vlaanderen-Baloise | m.t.            |
| 3 | Marco Coledan  | Trek Factory                | m.t.            |
| 4 | Cyril Gautier  | Europcar                    | m.t.            |
| 5 | Julien Duval   | Armée de terre              | m.t.            |

|   | Ciclista       | Equipo                      | Tiempo          |
| - | -------------- | --------------------------- | --------------- |
| 1 | Kris Boeckmans | Lotto-Soudal                | 3 h 25 min 27 s |
| 2 | Edward Theuns  | Topsport Vlaanderen-Baloise | a 4 s           |
| 3 | Marco Coledan  | Trek Factory                | a 6 s           |
| 4 | Cyril Gautier  | Europcar                    | a 10 s          |
| 5 | Julien Duval   | Armée de terre              | m.t.            |

### Etapa 2
Los resultados de la segunda etapa fueron:
|   | Ciclista         | Equipo                | Tiempo          |
| - | ---------------- | --------------------- | --------------- |
| 1 | Roy Jans         | Wanty-Groupe Gobert   | 4 h 27 min 54 s |
| 2 | Alexandre Blain  | Team Marseille 13-KTM | m.t.            |
| 3 | Bob Jungels      | Trek Factory          | m.t.            |
| 4 | Marco Coledan    | Trek Factory          | m.t.            |
| 5 | Yannick Martinez | Europcar              | m.t.            |

|   | Ciclista        | Equipo                      | Tiempo          |
| - | --------------- | --------------------------- | --------------- |
| 1 | Kris Boeckmans  | Lotto-Soudal                | 7 h 53 min 25 s |
| 2 | Edward Theuns   | Topsport Vlaanderen-Baloise | a 4 s           |
| 3 | Marco Coledan   | Trek Factory                | a 6 s           |
| 4 | Cyril Gautier   | Europcar                    | a 10 s          |
| 5 | Alexis Gougeard | AG2R La Mondiale            | m.t.            |

### Etapa 3
Los resultados de la tercera etapa fueron:
|   | Ciclista      | Equipo                      | Tiempo         |
| - | ------------- | --------------------------- | -------------- |
| 1 | Bryan Coquard | Europcar                    | 3h 48 min 06 s |
| 2 | Marco Coledan | Trek Factory                | m.t.           |
| 3 | Edward Theuns | Topsport Vlaanderen-Baloise | m.t.           |
| 4 | Pim Ligthart  | Lotto-Soudal                | m.t.           |
| 5 | Marc Sarreu   | FDJ                         | m.t.           |

|   | Ciclista        | Equipo                      | Tiempo           |
| - | --------------- | --------------------------- | ---------------- |
| 1 | Edward Theuns   | Topsport Vlaanderen-Baloise | 11 h 41 min 24 s |
| 2 | Kris Boeckmans  | Lotto-Soudal                | a 3 s            |
| 3 | Marco Coledan   | Trek Factory                | a 9 s            |
| 4 | Cyril Gautier   | Europcar                    | a 11 s           |
| 5 | Alexis Gougeard | AG2R La Mondiale            | a 13 s           |

### Etapa 4
Los resultados de la cuarta etapa fueron:
|   | Ciclista           | Equipo                      | Tiempo          |
| - | ------------------ | --------------------------- | --------------- |
| 1 | Tony Gallopin      | Lotto-Soudal                | 3 h 43 min 51 s |
| 2 | Christophe Laporte | Cofidis, Solutions Crédits  | m.t.            |
| 3 | Edward Theuns      | Topsport Vlaanderen-Baloise | m.t.            |
| 4 | Fabio Felline      | Trek Factory                | m.t.            |
| 5 | Roy Jans           | Wanty-Groupe Gobert         | m.t.            |

|   | Ciclista        | Equipo                      | Tiempo         |
| - | --------------- | --------------------------- | -------------- |
| 1 | Edward Theuns   | Topsport Vlaanderen-Baloise | 15 h 25 h 11 s |
| 2 | Kris Boeckmans  | Lotto-Soudal                | a 7 s          |
| 3 | Marco Coledan   | Trek Factory                | a 13 s         |
| 4 | Cyril Gautier   | Europcar                    | a 15 s         |
| 5 | Alexis Gougeard | AG2R La Mondiale            | a 17 s         |

### Etapa 5
Los resultados de la quinta etapa fueron:
|   | Ciclista       | Equipo           | Tiempo      |
| - | -------------- | ---------------- | ----------- |
| 1 | Bob Jungels    | Trek Factory     | 17 min 40 s |
| 2 | Tony Gallopin  | Lotto-Soudal     | a 19 s      |
| 3 | Fabio Felline  | Trek Factory     | a 20 s      |
| 4 | Riccardo Zoidl | Trek Factory     | a 21 s      |
| 5 | Pierre Latour  | AG2R La Mondiale | a 26 s      |

|   | Ciclista        | Equipo                      | Tiempo           |
| - | --------------- | --------------------------- | ---------------- |
| 1 | Bob Jungels     | Trek Factory                | 15 h 43 min 21 s |
| 2 | Tony Gallopin   | Lotto-Soudal                | a 9 s            |
| 3 | Kris Boeckmans  | Lotto-Soudal                | a 10 s           |
| 4 | Alexis Gougeard | AG2R La Mondiale            | a 17 s           |
| 5 | Edward Theuns   | Topsport Vlaanderen-Baloise | a 20 s           |

## Clasificaciones

### Clasificación general
Los resultados de la clasificación general final fue:
| Posición | Ciclista        | Equipo                      | Tiempo           |
| -------- | --------------- | --------------------------- | ---------------- |
|          | Bob Jungels     | Trek Factory                | 15 h 43 min 21 s |
| 2º       | Tony Gallopin   | Lotto-Soudal                | a 9 s            |
| 3º       | Kris Boeckmans  | Lotto-Soudal                | a 10 s           |
| 4º       | Alexis Gougeard | AG2R La Mondiale            | a 17 s           |
| 5º       | Edward Theuns   | Topsport Vlaanderen-Baloise | a 20 s           |
| 6º       | Cyril Gautier   | Europcar                    | a 22 s           |
| 7º       | Pierre Latour   | AG2R La Mondiale            | a 30 s           |
| 8º       | Maxime Monfort  | Lotto-Soudal                | a 31 s           |
| 9º       | Eliot Lietaer   | Topsport Vlaanderen-Baloise | m.t.             |
| 10º      | Pim Ligthart    | Lotto-Soudal                | a 35 s           |

### Clasificación por puntos
| Posición | Ciclista            | Equipo                      | Puntos |
| -------- | ------------------- | --------------------------- | ------ |
|          | Edward Theuns       | Topsport Vlaanderen-Baloise | 65     |
| 2º       | Roy Jans            | Wanty-Groupe Gobert         | 42     |
| 3º       | Tony Gallopin       | Lotto-Soudal                | 33     |
| 4º       | Bryan Coquard       | Europcar                    | 31     |
| 5º       | Baptiste Planckaert | Roubaix Lille Métropole     | 30     |

### Clasificación de la montaña
| Posición | Ciclista            | Equipo                       | Puntos |
| -------- | ------------------- | ---------------------------- | ------ |
|          | Julien Loubet       | Marseille 13 KTM             | 28     |
| 2º       | Julien Loubet       | Bretagne-Séché Environnement | 10     |
| 3º       | Flavien Dassonville | Auber 93                     | 10     |
| 4º       | Xandro Meurisse     | An Post-ChainReaction        | 10     |
| 5º       | Yoann Paillot       | Marseille 13 KTM             | 8      |

### Clasificación de los jóvenes
| Posición | Ciclista            | Equipo                     | Tiempo           |
| -------- | ------------------- | -------------------------- | ---------------- |
|          | Alexis Gougeard     | AG2R-La Mondiale           | 15 h 43 min 38 s |
| 2º       | Pierre Latour       | AG2R La Mondiale           | a 13 s           |
| 3º       | Antonie Warnier     | Wallonie-Bruxelles         | a 37 s           |
| 4º       | Miguel Ángel Benito | Caja Rural-Seguros RGA     | a 1 min 19 s     |
| 5º       | Anthony Turgis      | Cofidis, Solutions Crédits | a 1 min 22 s     |

### Clasificación por equipos
| Posición | Equipo              | Tiempo           |
| -------- | ------------------- | ---------------- |
|          | Trek Factory Racing | 47 h 10 min 39 s |
| 2º       | Lotto-Soudal        | a 4 s            |
| 3º       | AG2R-La Mondiale    | a 50 s           |
| 4º       | Team Europcar       | a 1 min 50 s     |
| 5º       | FDJ                 | a 1 min 51 s     |

## UCI Europe Tour
La Estrella de Bessèges otorga puntos para el UCI Europe Tour 2015, solamente para corredores de equipos Profesional Continental y Equipos Continentales. La siguiente tabla corresponde al baremo de puntuación:
| Posición              | 1º | 2º | 3º | 4º | 5º | 6º | 7º | 8º | 9º | 10º | 11º | 12º |
| Clasificación General | 80 | 56 | 32 | 24 | 20 | 16 | 12 | 8  | 7  | 6   | 5   | 3   |
| Por etapa             | 16 | 11 | 6  | 5  | 4  | 2  |    |    |    |     |     |     |
| Líder, por etapa      | 8  |    |    |    |    |    |    |    |    |     |     |     |

| Ciclista            | Equipo                       | General | Etapa | Líder | Total |
| ------------------- | ---------------------------- | ------- | ----- | ----- | ----- |
| Edward Theuns       | Topsport Vlaanderen-Baloise  | 20      | 23    | 16    | 59    |
| Cyril Gautier       | Europcar                     | 16      | 5     | -     | 21    |
| Bryan Coquard       | Europcar                     | 3       | 16    | -     | 19    |
| Roy Jans            | Wanty-Groupe Gobert          | -       | 16    | -     | 16    |
| Alexandre Blain     | Marseille 13 KTM             | -       | 11    | -     | 11    |
| Christopher Laporte | Cofidis, Solutions Crédits   | -       | 11    | -     | 11    |
| Eliot Lietaer       | Topsport Vlaanderen-Baloise  | 7       | -     | -     | 7     |
| Jonathan Hivert     | Bretagne-Séché Environnement | 5       | -     | -     | 5     |
| Yannick Martinez    | Europcar                     | -       | 4     | -     | 4     |
| Julien Duval        | Armée de terre               | -       | 4     | -     | 4     |
| Roy Jans            | Wanty-Groupe Gobert          | -       | 4     | -     | 4     |
| Evaldas Siskevicius | Marseille 13 KTM             | -       | 2     | -     | 2     |
| Olivier Chevalier   | Wallonie-Bruxelles           | -       | 2     | -     | 2     |
| Anthony Maldonado   | Auber 93                     | -       | 2     | -     | 2     |

## Evolución de las clasificaciones
| Etapa (Vencedor)              | Clasificación general | Clasificación por puntos | Clasificación de la montaña | Clasificación de los jóvenes | Clasificación por equipos |
| ----------------------------- | --------------------- | ------------------------ | --------------------------- | ---------------------------- | ------------------------- |
| 1.ª etapa (Kris Boeckmans)    | Kris Boeckmans        | Kris Boeckmans           | Julien Loubet               | Alexis Gougeard              | Lotto-Soudal              |
| 2.ª etapa (Roy Jans)          | Kris Boeckmans        | Marco Coledan            | Julien Loubet               | Alexis Gougeard              | Lotto-Soudal              |
| 3.ª etapa (Bryan Coquard)     | Edward Theuns         | Edward Theuns            | Julien Loubet               | Alexis Gougeard              | Lotto-Soudal              |
| 4.ª etapa (Tony Gallopin)     | Edward Theuns         | Edward Theuns            | Julien Loubet               | Alexis Gougeard              | Lotto-Soudal              |
| 5.ª etapa (CRI) (Bob Jungels) | Bob Jungels           | Edward Theuns            | Julien Loubet               | Alexis Gougeard              | Trek Factory Racing       |
| Clasificación final           | Bob Jungels           | Edward Theuns            | Julien Loubet               | Alexis Gougeard              | Trek Factory Racing       |